# 음양사 (비디오 게임)
《음양사》(중국어: 阴阳师)는 중화인민공화국의 비디오 게임이다. iOS, 안드로이드, 윈도우용으로 출시되었다. 한국에서는 카카오를 통해 출시되었다.